# Simon, l'enfant du 20e convoi

Simon, l'enfant du 20e convoi est un roman écrit en 2008 par la Belge Françoise Pirart et fondé sur l'histoire réelle et le livre de Simon Gronowski. Le livre se situe durant la Seconde Guerre mondiale et raconte comment Simon, alors jeune garçon de onze ans, échappe de justesse au camp de concentration d'Auschwitz. Ce roman proche du genre autobiographique se destine à la jeunesse.